# Associazione italiana radioascolto
L'Associazione Italiana Radioascolto, in acronimo AIR è un'associazione italiana che raccoglie appassionati del radioascolto (broadcast, utility, radioamatoriale). La sua fondazione è avvenuta nel 1982 a Firenze e l'associazione conta centinaia di soci in tutta Italia. Venne fondata da Primo Boselli (25 aprile 1908 - 8 dicembre 1993), pioniere della radio e prolifico scrittore.

## Obiettivi
Gli obiettivi statutari, come dallo statuto dell'associazione approvato il 10-05-2009, sono:
- promuovere, tramite idonee iniziative in sede nazionale ed internazionale, la conoscenza del radioascolto e della ricezione delle onde radio nel senso più ampio;
- promuovere la ricerca e la sperimentazione, nel campo del radioascolto, tra i singoli Soci e tramite collaborazioni e/o convenzioni con enti o istituti di ricerca (scuole, università, ecc.), con quanti si interessano di fenomeni radioelettrici, studiano la propagazione delle onde radio, progettano o realizzano ricevitori, antenne, circuiti, software di interesse radiantistico, importano o vendono apparecchi radioelettrici, ecc.;
- recepire le istanze, le aspirazioni ed i problemi dei soci;
- coordinare l'autonoma o comune attività dei soci, realizzando opera catalizzatrice e divulgativa;
- rappresentare tutti i soci in sede nazionale ed internazionale;
- mantenere rapporti con le istituzioni e gli organi della pubblica Amministrazione competenti in materia di radioascolto, istruzione e ricerca;
- distribuire ai soci l'Organo ufficiale dell'associazione.

## Attività
Fra le attività principali, l'AIR pubblica la rivista Radiorama on Web, contenente servizi realizzati principalmente dai soci (come ascolti, notizie, interventi, tecnica, test e prove, scambio di esperienze) e distribuita al pubblico (soci e non) tramite il sito dell'associazione.
Nel mese di gennaio ha luogo un contest, ovvero una competizione di radioascolto: in questo caso l'associazione indica le modalità di ascolto che devono essere seguite rigorosamente da tutti i partecipanti, ed al termine della gara viene stilata una graduatoria in base al punteggio ottenuto.
L'ottenimento di diplomi è invece riservato a chi abbia ricevuto un certo numero di conferme d'ascolto (QSL) da parte di stazioni radiofoniche operanti in paesi distinti, come ad esempio il diploma Unione europea, relativo ai Paesi europei; il "Diploma Continenti", relativo agli ascolti dei programmi emessi in lingua italiana fuori del territorio nazionale; il "Diploma Paesi Mondiali", conferito a tutti coloro che abbiano ottenuto conferme da emittenti di radiodiffusione da Paesi diversi, secondo la lista ufficialmente riconosciuta dall'European DX Council.
Il periodo a cavallo tra i mesi di aprile e maggio vede lo svolgimento di un'assemblea annuale, ogni volta in una località differente, generalmente accompagnata da altri eventi quali dibattiti, incontri e visite, connessi al mondo della radio.
Tramite l'organizzazione di "campi d'ascolto", l'associazione permette agli appassionati di riunirsi e, praticando il radioascolto in località particolarmente attrezzate o favorevoli, mettere in comune tecnica e pratica, condividere conoscenze ed esperienze. In settembre è organizzato un campo d'ascolto presso Cesana Torinese, una località montana in alta val di Susa, ed in altre date a Piancada in Friuli. Altre date sono stabilite all'occasione.
Le attività dei gruppi locali sono attive principalmente a Torino e a Roma, dove è possibile assistere a conferenze, partecipare a mostre e fiere e praticare degli scambi di materiale.

### Diplomi
- Il diploma Unione Europea valido per gli ascolti effettuati dal 1º gennaio 2009, può essere conseguito da tutti i radioascoltatori che siano in possesso delle QSL di conferma successive al 1º gennaio 2009; è rilasciato a chi ha ottenuto conferme di ricezione da ognuno dei Paesi membri appartenenti all'Unione europea; la lista dei paesi validi è quella compilata dall'EDXC (European DX Council). Esistono cinque classi di avanzamento:

1. 5ª Classe, per minimo 5 Paesi confermati
2. 4ª Classe, per un minimo 10 Paesi confermati
3. 3ª Classe, per un minimo 15 Paesi confermati
4. 2ª Classe, per un minimo 20 Paesi confermati
5. 1ª Classe, per TUTTI i Paesi confermati